# John P. Kennedy

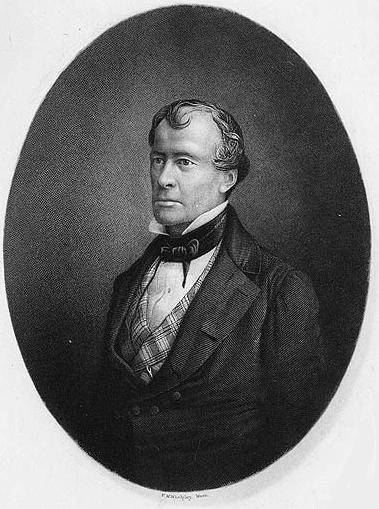
John Pendleton Kennedy

John Pendleton Kennedy (* 25. Oktober 1795 in Baltimore, Maryland; † 10. August 1870 in Newport, Rhode Island) war ein amerikanischer Politiker und Schriftsteller. Er diente als Marineminister während der Präsidentschaft Millard Fillmores.

## Studium und Kriegsdienst
Der als Sohn des Kaufmanns John Kennedy und seiner Frau Nancy Pendleton am 25. Oktober 1795 in Baltimore geborene Kennedy graduierte nach dem Bankrott seines Vaters (1809) im Jahre 1812 am Baltimore College. Sein jüngerer Bruder, der spätere Senator Anthony Kennedy, wurde 1810 geboren. Er kämpfte während des Britisch-Amerikanischen Krieges von 1812 in den Schlachten bei Bladensburg und North Point. Anschließend wurde er als Anwalt tätig, sein eigentliches Interesse galt jedoch der Literatur und der Politik.

## Werdegang
Der als Politiker und Senator in der Partei der Whigs aktive Kennedy wurde 1823 zum Sekretär der chilenischen Gesandtschaft berufen, trat dieses Amt jedoch nie an. In den Jahren von 1821 bis 1823 saß Kennedy im Abgeordnetenhaus von Maryland; dieser Parlamentskammer gehörte er noch einmal im Jahr 1846 als deren Speaker an. Er wurde als Nachfolger Isaac McKims in das Repräsentantenhaus der Vereinigten Staaten gewählt, seine Wiederwahl erfolgte in den Jahren 1840 und 1842, aufgrund seines heftigen Widerstandes gegen die Annexion der Republik Texas scheiterte er in der darauffolgenden Wahl. Seinen Einfluss im Kongress machte er unter anderem geltend, um die Versuche Samuel Morses mit dem Telegraphen finanziell zu unterstützen.
Im Juli 1852 wurde er von US-Präsident Millard Fillmore als Marineminister in dessen Kabinett berufen. In dieser Funktion sandte er eine Expedition unter Matthew C. Perry nach Japan und unterstützte auch Elisha Kent Kanes zweite Nordpolexpedition.
Mit dem Ausscheiden Fillmores aus dem Amt des Präsidenten 1853 zog sich Kennedy ins Privatleben zurück und beschäftigte sich anschließend hauptsächlich mit Literatur, Fabrik- und Eisenbahnwesen, blieb jedoch stark am politischen Geschehen interessiert. Nach Ende des Sezessionskrieges setzte er sich, obwohl überzeugter Anhänger der Union, für die Amnestie der an in der Konföderation beteiligten Südstaaten ein. 1853 wurde er in die American Philosophical Society und 1863 in die American Academy of Arts and Sciences gewählt.
Zeit seines Lebens veröffentlichte er neben politischen Schriften auch Essays und Erzählungen. Als Schriftsteller benutzte er insbesondere bei seinen politischen Satiren das Pseudonym Mark Littleton. Er starb am 18. August 1870 in Newport und wurde in Baltimore beerdigt. Ihm zu Ehren trugen mehrere Schiffe der US Navy seinen Namen.

## Veröffentlichungen
- The Red Book (1818–19)
- Swallow Barn (1832),
- Horse-Shoe Robinson (1835)
- Rob of the Bowl (1838)
- Annals of Quodlibet (1840)
- Memoirs of the Life of William Wirt (1849)
- Der Krüppel. Ein Roman aus den Tagen Karls II. Deutsch von Ernst Susemihl. 4 Bände. Chr. E. Kollmann, Leipzig 1855,
- The Border States (1861)
- Mr. Ambrose’s letters on the rebellion (1865)
- Collected Works of John Pendleton Kennedy (1870–72)
- At Home and Abroad: A Series of Essays: With a Journal in Europe in 1867–68 (1872)